# Cavidad glótica
La cavidad glótica recibe también el nombre de cavidad laríngea debido a que la laringe es su elemento constitutivo. Se trata de una caja cartilaginosa situada al final de la laringe, es móvil ya que puede ascender y descender aunque generalmente su posición es en la parte inferior. La laringe se compone de seis cartílagos fundamentales, tres de ellos pares y los otros tres impares.
EpiglóticoSituado en anteriormente. Es el que se encarga de cerrar la laringe para que el bolo alimenticio no se introduzca en ella. Esta función la realiza al subir y al bajar siguiendo el movimiento de la laringe.
CricoidesSituado en la parte inferior sobre el último anillo cartilaginoso de la tráquea. Este cartílago es delgado en su parte anterior y ancho en la posterior y tiene una forma de sortija o sello.
TiroidesSituado por encima del cricoides y en la parte anterior de la laringe. En su parte interior central se encuentra sujeto a los extremos de las cuerdas vocales. Este cartílago es comúnmente es llamado nuez o manzana de Adán.
Cuernos del tiroides (corniculados y cuneiformes)Éstos son apéndices situados tanto en la parte inferior como superior del tiroides. Son pares ya que hay dos de cada.
AritenoidesSe trata de dos cartílagos localizados en la parte posterior, sobre los cuernos del cricoides, sujetan por su apófisis vocal ambos extremos posteriores de las cuerdas y sus apófisis musculares se sostienen sobre el cricoides. Los aritenoides cuentan con gran movilidad, gracias a ella las cuerdas vocales pueden realizar cualquier movimiento. Son pares puesto que hay un par.
Los distintos cartílagos de la laringe están conectados entre sí mediante músculos estriados que tienen diferentes funciones, una de ellas es permitir al cartílago tiroides inclinarse en relación con el cartílago cricoides y girar o moverse a los aritenoides acercándose a los otros. Al producirse el sonido, el cartílago tiroides es atraído hacia delante de tal modo que las cuerdas vocales se alargan y tensan, mientras que los aritenoides giran ligeramente hacia los otros estrechando la glotis.
Los libros de fisiología les hacen referencia a las cuerdas vocales con el nombre de repliegues vocales, pero se sigue conservando el nombre de cuerdas. Hablamos de dos músculos que están situados en la parte inferior de las bandas ventriculares (también llamadas ‘falsas cuerdas vocales), si las cuerdas vocales se aproximan y comienzan a vibrar, se origina el sonido articulado sonoro. Si por el contrario, solamente se acercan pero no vibran, se origina el sonido articulado sordo.
Las bandas ventriculares y las cuerdas vocales dividen la cavidad laríngea en tres compartimientos: 
Uno superior o vestíbulo laríngeo, localizado por encima de las bandas ventriculares y que tiene la forma de un embudo que se estrecha hacia abajo.
Uno medio, ubicado entre los bordes libres de las cuerdas vocales. Es en este lugar donde se sitúan las verdaderas cuerdas vocales, repliegues que toman parte en la fonación, y las falsas cuerdas, que son las bandas ventriculares que están situadas por encima de las verdaderas. Entre ambas se abre un divertículo llamado ventrículo de Morgagni. 
Y por último, uno inferior que se extiende desde las cuerdas vocales hasta la tráquea, agrandándose de arriba abajo.
- Datos: Q5759012